# Marino de Tiro
Marino de Tiro ou Marinus de Tiro (em grego: Μαρίνος ο Τύριος) (c. 70 — 130) foi um geógrafo, cartógrafo e matemático grego, fundador da geografia matemática.

## Biografia e contexto histórico
Originalmente da província romana da Síria, Considera-se que Marino tenha vivido tanto na cidade de Tiro quanto em Rodes. Ele e seu trabalho eram precursores ao geógrafo grego Ptolomeu (90-168), que utilizou o trabalho de Marino como uma referência para sua obra, Geografia, e reconheceu seu grande débito com Marino. Depois, Marinus também é citado pelo geógrafo árabe Almaçudi. Além disto há pouco documentado sobre sua vida.

## Contribuição à Geografia
Ele apresentou melhorias à construção de mapas e desenvolveu um sistema de tabelas náuticas. Seu maior legado é a determinação de uma latitude e longitude a cada local: utilizando um "Meridiano das Ilhas Afortunadas" como meridiano zero e o paralelo de Rodes para medir a latitude. Os trabalhos utilizados por Ptolomeu incluem "Geografia" e também "Tabelas geográficas corrigidas", datadas normalmente como de 114, apesar dele ter sido quase um contemporâneo de Ptolomeu. Marino estimou um comprimento de 90 000 estádios para o paralelo de Rodes, correspondendo à circunferência da Terra de 33,300 quilômetros, cerca de 17% menos do que o valor real (Ambos os números dependem do tamanho dado ao estádio, uma antiga e obsoleta unidade de medida grega).
Marino também estudou cuidadosamente os trabalhos de seus predecessores e os diários de viajantes. Seus mapas foram os primeiros no Império Romano a mostrar a China. Em meados de 120 Marino escreveu que o mundo habitável estava restrito ao oeste pelas Ilhas Afortunadas. O texto de sua dissertação geográfica, contudo, está perdido. Ele também inventou a projeção cilíndrica equidistante, que é utilizada até os dias atuais na criação de mapas. Algumas das opiniões de Marino são creditadas a Ptolomeu. Marino tinha a opinião de que Oceano era separado em duas partes, uma ocidental e outra oriental, pelos continentes (Europa, Ásia e África, até então). Ele acreditava que o mundo inabitado esticava-se em sua latitude de Tile (hoje Xetlândia) até Agisimba (o Trópico de Capricórnio) e em sua longitude das Ilhas Afortunadas até Shera, (hoje China). Marino também cunhou o termo "antártico" para referir-se à região que circunda o polo sul, em oposição a "ártico".